# Macrocoma rotroui
Macrocoma rotroui é uma espécie de escaravelho de folha de Marrocos, descrito por Louis Kocher em 1962.  É possivelmente um sinónimo de Macrocoma bolivari.